# Берберин
Берберин — четвертинна амонійна сіль з групи протоберберинів алкалоїдів бензилізохіноліну, які містяться в таких рослинах, як Berberis vulgaris (барбарис), Berberis aristata (дерево куркуми), Mahonia aquifolium (орегонський виноград), Hydrastis canadensis (золотий тюль), Xanthorhiza simplicissima (жовтий корінь), Phellodendron amurense (амурське пробкове дерево), Coptis chinensis (китайська золотонитка), Tinospora cordifolia, Argemone mexicana (колючий мак) і Eschscholzia californica (каліфорнійський мак). Берберин зазвичай міститься в коренях, кореневищах, стеблах і корі.
Завдяки жовтому забарвленню види берберісів використовувалися для фарбування вовни, шкіри, дерева. Під ультрафіолетовим світлом берберин демонструє сильну жовту флуоресценцію, що робить його корисним у гістології для фарбування тучних клітин на гепарин. Як натуральний барвник, берберин має колірний індекс 75160.

## Дослідження та побічні ефекти
Існують дослідження, які вказують на те, що берберин може допомогти при різних станах, включаючи метаболічні захворювання, маркери запалення включно з деякими видами раку, дисфункцію печінки та нирок, а також шлунково-кишкові розлади. Оглядове дослідження 2023 року показало, що берберин може забезпечити помірний позитивний вплив на концентрацію ліпідів.
Берберин слабко пригнічує ферменти CYP2D6 і CYP3A4, які беруть участь у метаболізмі ендогенних речовин і ксенобіотиків, включаючи багато ліків, що відпускаються за рецептом.

## Біосинтез

Біосинтез берберину

Алкалоїд берберин має тетрациклічний скелет, отриманий з бензилтетрагідроізохінолінової системи з включенням додаткового атома вуглецю як містка. Утворення берберинового містка пояснюється окислювальним процесом, у якому N — метильна група, що постачається S -аденозилметіоніном (SAM), окислюється до іона імінію, а циклізація до ароматичного кільця відбувається завдяки фенольній групі.
Ретикулін є безпосереднім попередником алкалоїдів протоберберину в рослинах. Берберин — це алкалоїд, похідний від тирозину. L -DOPA і 4-гідроксипіровиноградна кислота походить з L -тирозину. Хоча дві молекули тирозину використовуються в біосинтетичному шляху, лише фенетиламінний фрагмент кільцевої системи тетрагідроізохіноліну утворюється через ДОФА, решта атомів вуглецю походять від тирозину через 4-гідроксифенілацетальдегід. L -DOPA втрачає вуглекислий газ з утворенням дофаміну 1. Подібним чином 4-гідроксипіровиноградна кислота також втрачає вуглекислий газ з утворенням 4-гідроксифенілацетальдегіду 2. Потім дофамін 1 реагує з 4-гідроксифенілацетальдегідом 2 з утворенням (S)-норкоклаурину 3 у реакції, подібній до реакції Манніха. Після окислення та метилювання SAM утворюється (<i id="mwdg">S</i>)-ретикулін 4. (S)-ретикулін є основним проміжним продуктом для інших алкалоїдів. Потім відбувається окислення третинного аміну й утворюється іон імінію 5. У реакції, подібній до Манніху, орто- позиція фенолу є нуклеофільною, і електрони виштовхуються з утворенням 6. Потім продукт 6 зазнає кето-енольної таутомерії з утворенням (S)-скулерину, який потім метилюється SAM з утворенням (S)-тетрагідроколумбаміну 7. Потім продукт 7 окислюється з утворенням метилендіокси кільця з орто -метоксифенолу за допомогою O 2 -, NADPH- і цитохром P450 -залежного ферменту, утворюючи (S)-канадин 8. Потім (S)-канадин окислюється з утворенням четвертинної ізохінолінієвої системи берберину. Це відбувається на двох окремих етапах окислення, обидва вимагають молекулярного кисню, при цьому H2O2 і H2O утворюються в послідовних процесах.

## Культура і суспільство
Берберин використовується в традиційній китайській медицині.